# Teresa Orłowska-Kowalska
Teresa Bronisława Orłowska-Kowalska (ur. 1948 r.) – polska inżynier elektryk. Absolwentka z 1972 Politechniki Wrocławskiej. Od 2004  profesor na Wydziale Elektrycznym Politechniki Wrocławskiej.